# Четврта пролетерска црногорска ударна бригада
Четврта пролетерска црногорска народно-ослободилачка ударна бригада била је бригада Народноослободилачке војске Југославије (НОВЈ), формирана наредбом Врховног штаба НОП и ДВЈ 10. јуна 1942. на Зеленгори, од два батаљона Ловћенског и по једног батаљона Зетског, Комског и Дурмиторског партизанског одреда. На дан формирања имала је пет батаљона укупне јачине 1.080 бораца. Први командант бригаде био је Пеко Дапчевић, а политички комесар Митар Бакић, народни хероји.
Након формирања била је под непосредном командом Врховног штаба, а 1. новембра 1942. ушла је у састав тада формиране Друге пролетерске дивизије, у чијем се саставу налазила до краја рата, изузев у периоду од 17. новембра 1943. до 25. јануара 1944, када је привремено била у саставу Треће ударне дивизије.
Прошла је ратни пут дуг преко 20.000 километара. Дала је 48 народних хероја. За заслуге у Народноослободилачком рату одликована је Орденом народног ослобођења, Орденом партизанске звезде и Орденом братства и јединства, а поводом петнаестогодишњице битке на Сутјесци 3. јула 1958. и Орденом народног хероја.

## Борбени пут бригаде

### Поход у Босанску крајину
Налазила се у саставу Ударне групе бригада, која је под непосредном командом Врховног команданта, 24. јуна 1942. године кренула у западну Босну. До средине августа водила је више борби: у јулу је заузела железничку станицу Хаџиће на прузи Сарајево-Мостар, па Горњи Вакуф, и водила жестоке борбе око Бугојна; у августу је извршила два тешка напада на јако брањено усташко упориште Купрес и претрпела губитке од 122 погинула и рањена борца. Пребачена је ка Бањој Луци, и водила борбе с јаким немачким снагама на Мањачи; у време првог напада бригаде на Јајце (24-25. септембра) разбила је посаду у селу Вијенац и деловала на правцима према Травнику и Доњем Вакуфу, а у време евакуације из Јајца водила је жестоке одбрамбене борбе на правцима Јајце-Доњи Вакуф и Јајце-Травник. Учествовала је у ослобођењу Мркоњић-Града 12/13. октобра 1942. године.
У новембру улази у састав Друге пролетерске дивизије и води борбе против комбинованих италијанско-четничких и усташких снага на сектору Книна и Стрмица. Бригада се истакла у борби за ослобођење Ливна (15. децембра) и Дувна (19. децембра). Од тада до почетка јануара 1943. водила је више борби на правцу Дувно-Имотски. У борбама од 25. до 27. јануара разбила је италијанско-четничке снаге на простору Стрмица, Голубић, Плавно и потисла их према Книну.

### Битка на Неретви
У току Четврте непријатељске офанзиве извела је више успешних подухвата. У борбама 9. и 10. фебруара учествовала је у ослобођењу Имотског и Посушја. Потом је продрла у долину Неретве - 15/16. фебруара учествовала је у уништењу ојачаног батаљона италијанске дивизије „Мурђе“ у Дрежници; 16/17. учествује у првом прелазу преко Неретве (на сектору Дрежнице); наступајући уз Неретву заузела је Караулу, железничке станице Прењ и Јабланицу (22. фебруара); учествовала је у жестоком нападу Треће ударне дивизије на Коњиц од 24. до 26. фебруара. С овог сектора пребачена је на сектор Прозор-Горњи Вакуф. У боју на Вилића гувну 2. марта, у сарадњи с Трећом крајишком бригадом, задржала је јаке немачке снаге. За овај подвиг похваљена је од Врховног команданта НОВ и ПОЈ, Јосипа Броза Тита.
У формацији од осам бригада, учествовала је у противудару код Горњег Вакуфа (4. марта), када су дефинитивно спашени рањеници и битно олакшан положај Главне оперативне групе Врховног штаба. Осмог марта прешла је Неретву и, наступајући општим правцем: Чичево-Главатичево-Заборани-Крушевљани-Залужани, учествовала у разбијању четничких бригада. Као помоћ упућена је Трећој ударној дивизији и учествовала (марта и априла) у борбама за ослобођење Невесиња, Гацка и Автовца. Бригада је, с Петом пролетерском и три батаљона Друге пролетерске бригаде, у боју на Јаворку код Никшића (1-2. маја) уништила и заробила ојачани италијански и четнички батаљон, потиснула знатно јаче снаге, а потом је њена главнина ангажована на сектору Морача-Колашин.

### Битка на Сутјесци
Њен Трећи батаљон и Други и Четврти батаљон Пете пролетерске бригаде, образовали су посебну Ударну групу, која је са Зетским НОП одредом разбила јаке четничке снаге у Бјелопавлићима и Пиперима и у боју код Биоча разбила знатне италијанске снаге и добрим делом уништила 383. италијански пук. Ова победа је имала велики значај за положај Главне оперативне групе на почетку Пете непријатељске офанзиве.
Од почетка офанзиве до 26. маја, бригада је водила оштре, борбе с Првом немачком брдском дивизијом и затварала правце који из Платнице, Мораче и Таре изводе на Сињајевину. Учествовала је у противудару на Јаворку и код Будња, којим је тада задржан покушај продора 7. СС и делова 118. дивизије преко Мратиња ка долини Сутјеске. У борбама на Сутјесци водила је жестоке борбе на Трновачком јесену, Озрену и Љубином гробу. Десетог јуна је Друга чета њеног Трећег батаљона, у изузетно оштрој борби, одбила нападе вишеструко бројнијег непријатеља и осигурала једину стазу преко Зеленгоре, којом су прошли Врховни штаб, Друга и Седма дивизија и део рањеника. За овај подвиг чета је одликована Орденом заслуга за народ.
Са Зеленгоре, с главнином Главне оперативне групе продрла је у источну Босну. У јулу и првој половини августа деловала је и водила више борби између Спрече и Криваје и на Озрену. Истакла се у борбама 20-23. јула на Краљици, Великој Остравици и Омеровим водама, када је разбијено седам четничких батаљона, домобранске снаге и 369. дивизија. У маршу према Црној Гори 28. августа ослободила је Олово; онеспособила пругу Сарајево-Вишеград; учествовала у ослобађању Горажда; порушила пругу у долини Дрине; септембра је ушла у Трново и Кијево. Крајем септембра пребачена је у рејон Колашин-Матешево. Ослободила је Колашин (27. септембра, а потом извела неуспео напад на Матешево. Од 30. септембра до 4. октобра заједно са Италијанима-добровољцима водила је огорчене борбе за одбрану Колашина од италијанско-четничких напада. Делом снага продрла је у стару Црну Гору.

### Поход у Србију и завршне операције
Бригада је учествовала у продору дивизија НОВЈ у Србију, у марту-мају 1944. године. У продору од Лима до Студенице, у долини Студенице и на простору Драгачева водила је више борби. С ове територије, од 21. априла до 5. маја бригада је извела марш-маневар преко гребена Сувобор-Маљен-Медведник. Под притиском десетоструко јачег непријатеља, с осталим снагама Друге пролетерске и Пете крајишке дивизије, преко Златибора, Златара, Јадовника и Лима, повукла се у Црну Гору.
После повлачења из Србије, учествовала је у Андријевичкој операцији. У саставу оперативне групе дивизија учествује у продору у Србију. Форсирала је Ибар (3/4. августа 1944) и учествовала у разбијању Четврте групе четничких јуришних корпуса (око 10.000 људи), уништењу бугарског гарнизона у Куршумлији, ослобођењу Крушевца, Краљева, Ужичке Пожеге и Ужица. Учествовала је у противнападу на Сремском фронту, 22. јануара 1945. године. У априлу делује у источној Босни и учествује у ослобађању Брчког, Орашја, Шамца и Жупање.

## Статистички подаци о бригади
Приликом формирања, 10. јуна 1942, бригада је бројала 1.082 борца - 862 мушких и 220 женских. Из првобитног састава током ратног пута бригаде погинуло је 577 - 486 мушких и 91 женских.
Секција бригаде је приликом припреме монографије, сређујући податке, дошла до података о укупно 2.092 погинула борца током рата. 262 борца погинула су током 1942, 1.016 током 1943, 644 у 1944. и 170 током 1945. године.

## Командни састав бригаде
- Команданти бригаде:[5]
  - Пеко Дапчевић — од формирања бригаде до 1. новембра 1942.
  - Радован Вукановић — од 1. новембра 1942. до 23. марта 1943.
  - Василије Ђуровић Вако — од 23. марта до 9. јуна 1943.[б]
  - Љубо Вучковић — од 9. јуна до 15. децембра 1943.
  - Саво Бурић — до 15. децембра 1943. до 1. јуна 1944.
  - Блажо Јанковић — од 1. јуна до 1. децембра 1944.
  - Видо Шошкић — од 1. децембра 1944. до краја рата
- Политички комесари бригаде:[5]
  - Митар Бакић — од формирања бригаде до 1. новембра 1942.
  - Мило Јовићевић — од 1. новембра до децембра 1942.
  - Нико Павић — од децембра до маја 1943.
  - Војин Николић — од маја 1943. до јуна 1944.
  - Милија Станишић — од јуна до октобра 1944.
  - Бошко Брајовић — од новембра 1944. до јануара 1945.
  - Зарија Шалетић — од јануара 1945. до краја рата
- Заменици команданта бригаде:[6]
  - Шпиро Мугоша — од формирања бригаде до 14. августа 1942.[б]
  - Љубо Вучковић — од 14. августа до октобра 1942.
  - Василије Ђуровић Вако — од новембра 1942. до 23. марта 1943.
  - Нико Стругар — од 23. марта до децембра 1943.
  - Блажо Јанковић — од децембра 1943. до 1. јуна 1944.
  - Стојан Жугић — од 1. јуна до новембра 1944.
  - Васо Драговић — од децембра 1944. до краја рата
- Заменици политичког комесара бригаде:[7]
  - Бошко Ђуричковић — од 10. јуна до 1. јула 1942.
  - Милентије Поповић — од 1. јула до октобра 1942.
  - Велиша Лековић — од новембра до децембра 1942.
  - Мило Јовићевић — од децембра 1942. до септембра 1943.
  - Радован Радовић — од септембра 1943. до новембра 1944.
  - Ђоко Недић — од децембра 1944. до краја рата
- Начелници Штаба бригаде:[6]
  - Љубиша Урошевић — од формирања бригаде до маја 1943.
  - Милета Ђукић — од маја до јула 1943.
  - Бошко Јанковић — од јула до августа 1943.
  - Блажо Марковић — од августа до децембра 1943.
  - Стојадин Солдатовић — од 15. децембра 1943. до јуна 1944.
  - Војо Секулић  Ћићо — од јуна до октобра 1944.
  - Божо Беговић — од октобра до децембра 1944.
  - Јово Самарџић — од децембра 1944. до почетка априла 1945.
  - Радован Никитовић — од априла 1945. до краја рата

## Народни хероји бригаде
Неки од 48 бораца Четврте пролетерске црногорске ударне бригаде, који су проглашени за народне хероје Југославије:
- Нико Анђус, политички комесар Другог батаљона
- Митар Бакић, први политички комесар бригаде
- Симо Баровић, десетар у Другом батаљону
- Владо Божовић, политички комесар Трећег батаљона
- Машо Бргуљан, политички комесар чете
- Саво Бурић, командант бригаде
- Петар Војводић, командант курира
- Радован Вукановић, командант бригаде
- Љубо Вучковић, командант бригаде
- Данило Грбовић, политички комесар чете у Петом батаљону
- Јеврем Грбовић, командир чете у Петом батаљону
- Пеко Дапчевић, први командант бригаде
- Василије Ђуровић Вако, командант бригаде
- Јово Звицер, командир вода у Другом батаљону
- Блажо Јанковић, командант бригаде
- Никола Мартиновић, командант Другог батаљона
- Веселин Маслеша, члан Политодела бригаде
- Јелица Машковић, десетар у Четвртом батаљону
- Вукосава Мићуновић, члан Политодела и руководилац СКОЈ-а у бригади
- Шпиро Мугоша, заменик команданта бригаде
- Војин Николић, политички комесар бригаде
- Војин Палексић, борац-бомбаш
- Ђуро Петровић, борац-пушкомитраљезац
- Нико Стругар, заменик командант бригаде